# 猶因他海百合
猶因他海百合（學名：Uintacrinus），又名尤因塔海百合、伍塔海百合，是一屬已滅絕的海百合，生存於白堊紀。牠們分佈在北美洲及歐洲。

## 發現歷史
猶因他海百合最初是於1870年由奧塞內爾·查利斯·馬什在美國猶他州的猶因塔山脈（Uinta Mountains）發現，起出的化石十分零碎。馬什當時已認為牠們是一種新發現的海百合，與囊海百合近似。後來在肯薩斯州斯莫基山組（Smoky Hill Chalk）發現了較為完整的標本，並由喬治·格林尼奧（George Bird Grinnell）所描述，並命名為猶因他海百合。

## 特徵
猶因他海百合的形狀呈亞球形，直徑約長5厘米。牠們沒有柄，但有非常大的球形萼，由許多很小的多邊形骨板組成。腕的基座與萼合併成一體，腕本身非常狹窄且很長，最多能長達1.25米。牠們生活在海底的鬆軟泥區，利用其很長的腕來捕捉浮游生物。其化石殘體常常是以分開的骨板被發現的。

## 外部連結
- Oceans of Kansas （页面存档备份，存于）